# Ștefan Dobay
Ştefan Dobay (26 de setembro de 1909 - 7 de abril de 1994) foi um futebolista romeno que competiu nas Copa do Mundo FIFA de 1934 e de 1938.